# Осуровская волость
Осуровская волость — административно-территориальная единица Переславль-Залесского уезда Владимирской губернии РСФСР. Волостной центр — село Осуровское (Осурово). Существовала в 1924—1929 годах. Ныне территория Переславского района Ярославской области России.

## География
Площадь — 455 км².

## История
Осуровский волостной Совет рабочих, крестьянских и красноармейских депутатов создан 29 мая 1924 года. Совет являлся высшим органом государственной власти на территории Осуровской волости.
В функции ВИКа входило: проведение в жизнь постановлений вышестоящих органов Советской власти; общее руководство, контроль и объединение деятельности всех Советов волости; охрана революцинного порядка; организация и содействие развитию сельского хозяйства в волости; охрана лесов от расхищения и организация их использования; развитие народного образования; организация помощи семьям красноармейцев; проведение продовольственной разверстки и сбор налогов.
В 1924—1926 годах делопроизводство в ВИКе велось по столам: общий, земельный, военный, школьный, финансовый.
С 1927 года при ВИКе на общественных началах работали комиссии (секции) — земельная, налоговая, культурно-просветительная и другие.
В соответствии с постановлением Президиума ВЦИК от 10 июня 1929 года с введением нового административно-территориального деления Осуровская волость ликвидирована и вошла в состав Переславского района Ивановской промышленной области. Вместе с этим был ликвидирован Осуровский волостной исполнительный комитет.

## Состав волости
На 1926 год — 7 сельсоветов, 40 селений.

## Население
К 1-е января 1926 года — 8577 человек.

## Инфраструктура
Личное подсобное хозяйство с зоной сельскохозяйственного использования, индивидуальная застройка усадебного типа. К 1-е января 1926 года — 1696 дворов.
Основа экономики — сельское хозяйство.